# Bảng tổng sắp huy chương Thế vận hội Mùa hè 1980
Bảng tổng sắp huy chương Thế vận hội Mùa hè 1980 là danh sách xếp hạng các Ủy ban Olympic quốc gia tham dự theo số huy chương giành được tại Thế vận hội Mùa hè 1980, được tổ chức tại Moskva, CHXHCNXVLB Nga, Liên Xô từ ngày 19 tháng 7–3 tháng 8 năm 1980. Đã có tổng cộng 5.179 vận động viên đại diện cho 80 Ủy ban Olympic quốc gia (NOC) khác nhau tham gia tranh tài tại 203 nội dung thi đấu trải đều trên 22 môn thể thao. Đây là kỳ Thế vận hội đầu tiên được tổ chức tại một quốc gia xã hội chủ nghĩa.
66 quốc gia đã tham gia tẩy chay kỳ Thế vận hội lần này như một cuộc biểu tình phản đối chiến tranh Liên Xô–Afghanistan. 15 quốc gia đã diễu hành trong lễ khai mạc với lá cờ Olympic thay vì quốc kỳ của mình, và (như một điều tất yếu) lá cờ Olympic và bài hát Thế vận hội đã được sử dụng tại các buổi lễ trao huy chương khi các vận động viên từ những quốc gia này giành được huy chương thay vì quốc kỳ và quốc ca như thường lệ. Các vận động viên từ ba quốc gia là New Zealand, Bồ Đào Nha và Tây Ban Nha đã thi đấu dưới lá cờ của Ủy ban Olympic quốc gia của họ. Một số đoàn thể thao đã diễu hành với một lá cờ khác với quốc kỳ của họ và đã bị các vận động viên cá nhân tẩy chay, trong khi một số vận động viên khác thậm chí đã không tham gia diễu hành.
Trong số 80 quốc gia tham dự, số lượng ít nhất kể từ kỳ hội 1956, đã có 6 quốc gia có lần đầu tiên xuất hiện tại Thế vận hội đó là Angola, Botswana, Síp, Lào, Mozambique và Seychelles. Và không quốc gia nào trong số này giành được huy chương, trong khi đó đã có đến 36 quốc gia khác làm được điều này, phần lớn số huy chương đã thuộc về nước chủ nhà và Đông Đức, việc này vốn đã tạo ra một bảng tổng sắp huy chương chênh lệch nhất kể từ kỳ hội 1904. Mặc dù chỉ nhận được lời mời tham gia thi đấu 5 tuần trước lễ khai mạc, nhưng đoàn Zimbabwe đã bất ngờ giành được huy chương vàng ở nội dung khúc côn cầu trên cỏ nữ. Aleksandr Dityatin của Liên Xô đã trở thành vận động viên đầu tiên trong lịch sử giành được 8 huy chương tại một kỳ Thế vận hội, với 3 huy chương vàng, 4 huy chương bạc và 1 huy chương đồng. Ở môn chèo thuyền, cụ thể là ở nội dung thuyền một chèo đôi nam không người lái, 2 cặp vận động viên giành huy chương vàng và bạc là 2 cặp anh em sinh đôi.
Guyana, Tanzania và Zimbabwe đã giành được huy chương Thế vận hội đầu tiên của họ tại kỳ hội lần này.
Chủ nhà Liên Xô đã giành được đến 80 huy chương vàng và tạo nên kỷ lục về số huy chương vàng nhiều nhất mà một quốc gia có thể có được tại một kỳ Thế vận hội (dù vậy thì nó đã bị phá bởi Hoa Kỳ ở ngay kỳ hội sau đó), và với tổng số 195 huy chương, đây là thành tích tốt thứ hai của quốc gia này trong lịch sử tham dự ngày hội thể thao lớn nhất hành tinh.

## Bảng huy chương

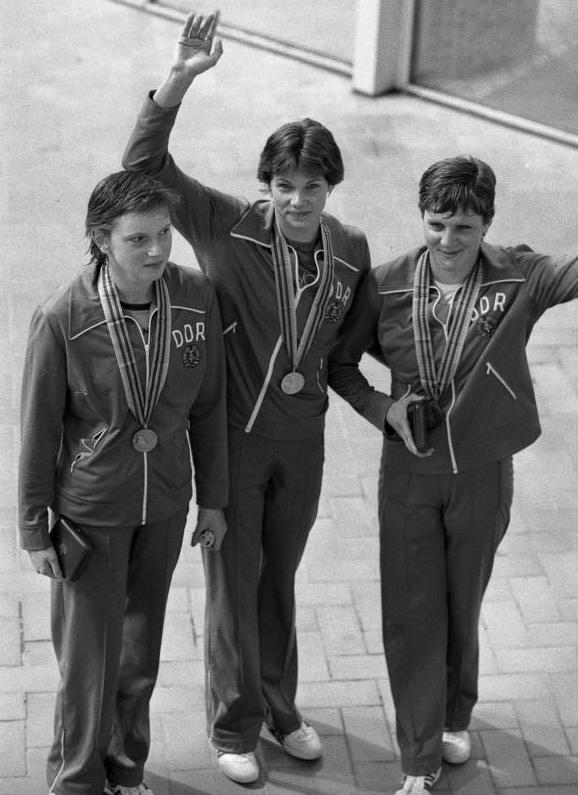
Ba vận động viên bơi lội: Cornelia Polit (trái), Rica Reinisch (giữa) và Birgit Treiber (phải), họ đã tham dự nội dung bơi ngửa 200 mét nữ và mang về một cú quét bục huy chương cho đoàn Đông Đức.

Bảng huy chương dựa trên thông tin do Ủy ban Olympic Quốc tế (IOC) cung cấp và phù hợp với quy ước IOC trong các bảng huy chương đã công bố của mình. Theo mặc định, bảng được sắp xếp theo số huy chương vàng mà các vận động viên từ một quốc gia đã giành được, trong đó quốc gia là một thực thể được đại diện bởi Ủy ban Olympic quốc gia (NOC) tương ứng. Số huy chương bạc được xét tiếp theo, sau đó là số huy chương đồng. Nếu sau đó vẫn hòa, thì các quốc gia chia sẻ thứ hạng hòa và được liệt kê theo thứ tự bảng chữ cái dựa trên mã NOC của họ.
Ở hai bộ môn là quyền Anh và judo, có đến hai huy chương đồng được trao cho mỗi hạng cân. Do đó, tổng số huy chương đồng được trao là nhiều hơn so với tổng số huy chương vàng hoặc bạc.
| Hạng                | NOC                 | Vàng | Bạc | Đồng | Tổng số |
| ------------------- | ------------------- | ---- | --- | ---- | ------- |
| 1                   | Liên Xô             | 80   | 69  | 46   | 195     |
| 2                   | Đông Đức            | 47   | 37  | 42   | 126     |
| 3                   | Bulgaria            | 8    | 16  | 17   | 41      |
| 4                   | Cuba                | 8    | 7   | 5    | 20      |
| 5                   | Ý                   | 8    | 3   | 4    | 15      |
| 6                   | Hungary             | 7    | 10  | 15   | 32      |
| 7                   | România             | 6    | 6   | 13   | 25      |
| 8                   | Pháp                | 6    | 5   | 3    | 14      |
| 9                   | Anh Quốc            | 5    | 7   | 9    | 21      |
| 10                  | Ba Lan              | 3    | 14  | 15   | 32      |
| 11                  | Thụy Điển           | 3    | 3   | 6    | 12      |
| 12                  | Phần Lan            | 3    | 1   | 4    | 8       |
| 13                  | Tiệp Khắc           | 2    | 3   | 9    | 14      |
| 14                  | Nam Tư              | 2    | 3   | 4    | 9       |
| 15                  | Úc                  | 2    | 2   | 5    | 9       |
| 16                  | Đan Mạch            | 2    | 1   | 2    | 5       |
| 17                  | Brasil              | 2    | 0   | 2    | 4       |
| 17                  | Ethiopia            | 2    | 0   | 2    | 4       |
| 19                  | Thụy Sĩ             | 2    | 0   | 0    | 2       |
| 20                  | Tây Ban Nha         | 1    | 3   | 2    | 6       |
| 21                  | Áo                  | 1    | 2   | 1    | 4       |
| 22                  | Hy Lạp              | 1    | 0   | 2    | 3       |
| 23                  | Ấn Độ               | 1    | 0   | 0    | 1       |
| 23                  | Bỉ                  | 1    | 0   | 0    | 1       |
| 23                  | Zimbabwe            | 1    | 0   | 0    | 1       |
| 26                  | CHDCND Triều Tiên   | 0    | 3   | 2    | 5       |
| 27                  | Mông Cổ             | 0    | 2   | 2    | 4       |
| 28                  | Tanzania            | 0    | 2   | 0    | 2       |
| 29                  | México              | 0    | 1   | 3    | 4       |
| 30                  | Hà Lan              | 0    | 1   | 2    | 3       |
| 31                  | Ireland             | 0    | 1   | 1    | 2       |
| 32                  | Uganda              | 0    | 1   | 0    | 1       |
| 32                  | Venezuela           | 0    | 1   | 0    | 1       |
| 34                  | Jamaica             | 0    | 0   | 3    | 3       |
| 35                  | Liban               | 0    | 0   | 1    | 1       |
| 35                  | Guyana              | 0    | 0   | 1    | 1       |
| Tổng số (36 đơn vị) | Tổng số (36 đơn vị) | 204  | 204 | 223  | 631     |